# پایگاه هوایی دانانگ
پایگاه هوایی دانانگ (به انگلیسی: Da Nang Air Base) یک فرودگاه پایگاه نیروی هوایی است . این فرودگاه در کشور ویتنام قرار دارد .